# Charibatia
Charibatia là một thị trấn thống kê (census town) của quận Cuttack thuộc bang Orissa, Ấn Độ.

## Nhân khẩu
Theo điều tra dân số năm 2001 của Ấn Độ, Charibatia có dân số 5232 người. Phái nam chiếm 54% tổng số dân và phái nữ chiếm 46%. Charibatia có tỷ lệ 85% biết đọc biết viết, cao hơn tỷ lệ trung bình toàn quốc là 59,5%: tỷ lệ cho phái nam là 88%, và tỷ lệ cho phái nữ là 81%. Tại Charibatia, 10% dân số nhỏ hơn 6 tuổi.